# Calvin Watson
Pour les articles homonymes, voir Watson.
Calvin Watson, né le 6 janvier 1993, est un coureur cycliste australien, professionnel entre 2014 et 2018.

## Biographie
Calvin Watson naît le 6 janvier 1993 en Australie.

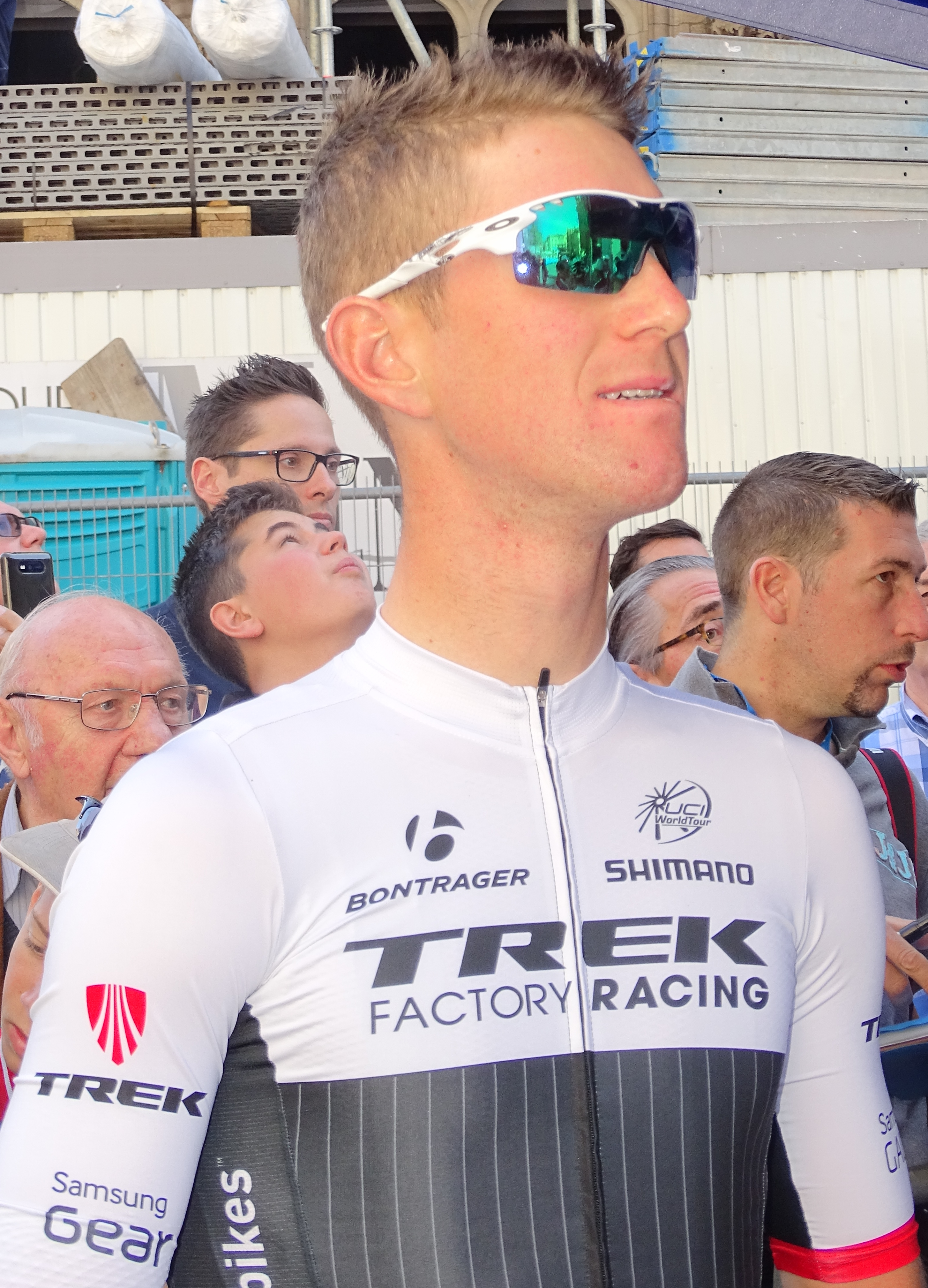
Calvin Watson lors du départ de la Flèche brabançonne 2015 à Louvain.

Membre de Jayco-AIS en 2012, il entre l'année suivante dans l'équipe Food Italia Mg K Vis Norda, où il remporte le classement général de l'Herald Sun Tour et la troisième place du Trofeo Banca Popolare di Vicenza. Il est recruté à partir de 2014 par l'équipe Trek Factory Racing.
Au mois d'octobre 2016 il signe un contrat en faveur de la nouvelle équipe irlandaise Aqua Blue Sport. L'équipe s'arrête en cours de saison 2018. Se retrouvant sans contrat, en octobre, il annonce arrêter sa carrière à 25 ans.

## Palmarès
- 2010[2]
  - 3e du championnat d'Australie sur route juniors
  - 6e du championnat du monde sur route juniors
- 2011
  -  Champion d'Océanie sur route juniors
  - Baw Baw Classic
  - 3e étape du Canberra Tour
  - Classement général du Tour du Valromey
  - Coppa Pietro Linari
  - 3e du Tour de Toowoomba
- 2012
  - 3e du championnat d'Australie sur route espoirs
- 2013
  - Classement général de l'Herald Sun Tour
  - 3e du Trofeo Banca Popolare di Vicenza

## Résultats sur les grands tours

### Tour d'Italie
- 2015 : 151e

## Classements mondiaux
| Année            | 2012 | 2013 | 2014 | 2015 |
| ---------------- | ---- | ---- | ---- | ---- |
| UCI World Tour   |      |      | nc   | nc   |
| UCI Europe Tour  | 591e | nc   |      |      |
| UCI Oceania Tour | nc   |      |      |      |